# Chrám Ochrany Bohorodičky (Korejovce)
Chrám Ochrany Bohorodičky je cerkev východního ritu, nacházející se ve slovenské obci Korejovce.

## Historie
Chrám byl postaven v roce 1761a od roku 1968 je národní kulturní památkou Slovenské republiky.

## Popis
Chrám tvoří tříprostorová dřevěná stavba na mělkém kamenném základě. Věž chrámu vystupuje z hmoty sakrálního objektu a tvoří podvěží ve kterém je malá vstupní předsíň. Věž, stanová střecha nad lodí a sedlová střecha nad svatyní jsou zakončeny šindelovými cibulkami s kovanými železnými kříži. Objekt je v exteriéru chráněn před povětrnostními vlivy vertikálně kladenými smrkovými deskami s lištami. Střecha je pokryta šindelem. V interiéru je nekompletní ikonostas z něhož se zachovaly jen fragmenty. Pochází z druhé poloviny 18. století.
Před objektem je dřevěná zvonice se třemi zvony. Na jednom zvonu z roku 1769 je nápis s reliéfem svaté Rodiny. Druhý zvon z roku 1771 má nápis a reliéf s dekorem kříže, pod ním Panna Marie Sedmibolestná a svatá Trojice. Třetí je z roku 1835 a je zdoben dekorem dubových listů a nápisem.